# Stephen Spratt
Stephen Spratt (nascido em 25 de abril de 1960) é um ex-ciclista irlandês que competiu no ciclismo nos Jogos Olímpicos de Verão de 1988, representando a Irlanda.